# Добромир Жечев
Добромир Георгиев Жечев (роден на 12 ноември 1942) е бивш български футболист, защитник, а след това и треньор по футбол. По време на 17-годишната си състезателна кариера играе за Спартак (София) и Левски (София), като общо записва 369 мача с 19 гола в А група.
Между 1961 г. и 1974 г. изиграва 73 мача и вкарва 2 гола за националния отбор. Единственият български футболист, който е участвал на четири световни първенства, като записва мачове на три от тях.
Добромир Жечев е син на българския анархист, поет, преводач и публицист Георги Жечев Текелиев.

## Състезателна кариера

### На клубно ниво
Жечев започва състезателната си кариера в Спартак (София), дебютирайки за първия състав на 16-годишна възраст през 1958 г. Близо 10 години е един от най-изявените футболисти в отбора, който е сред водещите в А група. Рекордьор по изиграни мачове за клуба в елитното първенство. Има на сметката си 216 мача и 7 отбелязани гола. Като капитан на тима става носител на националната купа през 1967/68.
През януари 1969 г. заиграва за Левски (София), след като Спартак е обединен със „сините“. По това време е на 26 години. Утвърждава се като стълб в защитата на Левски. Играе за отбора до края на 1974 г., когато прекратява кариерата си на 32-годишна възраст. Записва на сметката си общо 193 мача и 16 гола – 153 мача с 12 гола в А група, 26 мача с 1 гол за купата и 14 мача с 3 гола в евротурнирите. С Левски е двукратен шампион на България и двукратен носител на националната купа. След смъртта на Георги Аспарухов през 1971 г. става капитан на отбора.
Бележи трите си гола в евротурнирите за Левски през сезон 1972/73 в Купата на УЕФА. На 4 октомври 1972 г. се разписва при победата с 5:1 срещу Университатя (Клуж), а на 7 ноември 1972 г. вкарва и двете попадения за успеха с 2:0 срещу Динамо (Берлин).

### Национален отбор
През 1959 г. Жечев е част от юношеския национален отбор, спечелил титлата от Европейското първенство, домакин на което е България.
Дебютира за А националния отбор на 18-годишна възраст. Това се случва на 16 юни 1961 г. при победа с 2:0 като гост над Финландия в световна квалификация. Впоследствие е включен в състава на България за световното първенство в Чили'62, където участва при 0:0 с Англия.
Жечев играе и на следващите две световни първенства – Англия'66 (3 мача) и Мексико'70 (2 мача). На Мондиала в Англия е персонален пазач на Пеле в мача срещу Бразилия (0:2). Въпреки загубата успява да го неутрализира, а английската преса пише, че Краля на футбола е бил оставен само веднъж непокрит по време на мача, когато е трябвало да изпълни пряк свободен удар. На световното първенство през 1970 г. бележи дебютния си гол с екипа на България при 1:1 срещу Мароко на 11 юни. Между 1970 г. и 1973 г. 8 пъти извежда националния отбор като капитан.
Последният му мач е на 1 юни 1974 г. в контрола срещу Англия в София (0:1). Включен е в състава на България за Мондиала в Германия'74, където обаче остава резерва и в трите мача. Въпреки това става първият и единствен дотогава български футболист, участвал на четири световни първенства.

## Треньорска кариера
Жечев завършва ВИФ „Георги Димитров“. През пролетта на 1975 г. е помощник-треньор на Иван Вуцов в Левски. През лятото на 1975 г. заминава за Гърция, където в три последователни сезона е начело на Арис (Солун), ПАС Янина и Верия в местната елитна дивизия. Бил е помощник-треньор на националния отбор, а веднъж е начело на тима заедно с Цветан Илчев, Янко Динков и Йончо Арсов – на 6 юни 1979 г. при загубата с 0:3 от Англия в София.
През лятото на 1979 г. поема Ботев (Враца), а през септември 1981 г. е назначен за старши треньор на Левски. По време на 2-годишния му престой начело на клуба налага в първия състав куп футболисти от школата като Борислав Михайлов, Николай Илиев, Божидар Искренов, Наско Сираков. През сезон 1981/82 извежда отбора до Купата на НРБ.
След като се разделя с Левски през лятото на 1983 г. поема Хасково. Впоследствие става треньор на Локомотив (Горна Оряховица) и през 1987 г. класира отбора в А група за втори път в клубната история. Бил е също наставник на Беласица (Петрич), Дунав (Русе), Академик (Свищов), ФК Сливнишки герой (Сливница), Велбъжд (Кюстендил), както и на отбори в Кипър, Саудитска Арабия и Алжир.

## Успехи

### Като футболист
Спартак (София)
- Национална купа –  Носител: 1967/68

Левски (София)
- А група –  Шампион (2): 1969/70, 1973/74
- Национална купа –  Носител (2): 1969/70, 1970/71

България (юноши)
- Европейско първенство –  Шампион: 1959

### Като треньор
Левски (София)
- Купа на НРБ –  Носител: 1981/82